# Slavko Avsenik
Slavko Avsenik, slovenski glasbenik in skladatelj, * 26. november 1929, Begunje na Gorenjskem, Slovenija, † 2. julij 2015, Begunje na Gorenjskem.
Slavko Avsenik je bil utemeljitelj narodno-zabavne glasbe v Sloveniji in ustanovitelj svetovno znanega Ansambla bratov Avsenik.

## Življenje
Slavko Avsenik se je rodil v šestčlanski družini, bil je najmlajši otrok. Po očetovi želji so leta 1936 ustanovili družinski orkester, v katerem je igral diatonično harmoniko. Po končani osnovni šoli je ostal doma na kmetiji, kjer je ob priložnostih kaj zaigral. V tistem času ga je navdušil skakalni šport, tako da je leta 1946 postal član državne reprezentance. Svoj osebni rekord je dosegel v Planici, in sicer je skočil 74 metrov. 
Leta 1952 se je poročil z Brigito, s katero sta tudi začasno prevzela gostilno. Zaposlil se je v  Ljubljani, kjer je postal pletilec v Tonosi (Savlje). 
Naslednjega leta se je udeležil radijske avdicije na Radiu Ljubljana, na kateri je bil sprejet. Na začetku je igral harmoniko kot solist, čez čas pa sta se mu pridružila še kitarist Lev Ponikvar in basist Jože Kelbl. Leta 1953 je razširil zasedbo na trio, tako da je istega leta nastal Trio Slavka Avsenika v katerem sta poleg Slavka igrala še kitarist Mitja Butara in basist Borut Finžgar. Pozneje je ob pomoči brata Vilka trio razširil na kvartet, nastal je Gorenjski kvartet v katerem so poleg Slavka igrali njegov brat Vilko Ovsenik na klarinetu, Franc Košir na trobenti in Franci Ogrizek na baritonu. V tej zasedbi so igrali vse do leta 1955, ko se jim je pridružil kitarist Lev Ponikvar. Tako je nastal Gorenjski kvintet, v tujini pa so nastopali pod imenom Oberkrainer Quintett. V začetku 60 let so izdali v Nemčiji več LP plošč vendar pojejo v Nemščini.
Slavko je avtor skladb, katere je brat Vilko Ovsenik in kasneje sin Slavko Avsenik ml. aranžiral. Ansambel je pod njegovim vodstvom postal zelo priljubljen, saj je nastopal skoraj po celem svetu. Leta 1975 je prejel Linhartovo plaketo.
Leta 1988 je sin Gregor prevzel gostilno Pri Jožovcu v Begunjah. Naslednje leto so se začele pojavljati težave s hrbtenico, ki so jih zdravniki rešili s posebnim ortopedskim pripomočkom, ki pa je bolečino prenesel na kolke. Junija istega leta se je ansambel odločil, da ne bo več tako pogosto igral. Temu je sledila odločitev o razpustitvi ansambla.
Zadnja leta življenja je Slavko Avsenik pomagal voditi gostilno Pri Jožovcu. Le občasno je igral pred občinstvom. Nekatere skladbe, ki sta jih napisala z bratom Vilkom, so ponarodele in velikokrat jih drugi izvajalci igrajo v priredbah.
Ansambel Avseniki je dobil v štiridesetih letih delovanja 31 zlatih, eno platinasto in eno diamantno ploščo.
Tudi njegov sin Slavko Avsenik mlajši je slovenski skladatelj.
Leta 2012 je bila v Begunjah na Gorenjskem ustanovljena edina originalna Avsenikova Glasbena šola. Redno se poučujejo vsi instrumenti, ki so bili zastopani v Gorenjskem kvintetu, izjemoma pa je poučevanje možno tudi  za posamezno skupino.
Po treh mesecih zdravstvenih zapletov je 2. julija 2015 umrl na kliniki za infekcijske bolezni v Ljubljani.

## Diskografija, tujina, albumi
- Oberkrainer Quintet Avsenik 1963,1964,1965,1968,1969,1970
- Goldene Klänge Aus Oberkrain (Telefunken, 1971)
- Goldene Klänge Aus Oberkrain II ‎(Telefunken, 1973)
- Jägerlatein In Oberkrain (Telefunken, 1974)
- Jägerlatein In Oberkrain ‎(London International, 1974)
- Es Ist So Schön Ein Musikant Zu Sein ‎(dvojna, Telefunken, 1974)
- 16 Welterfolge ‎(Telefunken, 1975)
- Mit Musik Und Guter Laune ‎(dvojna, Telefunken, 1975)
- Sonntagskonzert ‎(Telefunken, 1975)
- Lustig Und Fidel ‎(Telefunken, 1978)
- He! Slavko! Spiel Uns Eins! ‎(Telefunken, 1978)
- Ein Feuerwerk Der Musik  (Koch Records, 1986)
- Wir Bleiben Gute Freunde ‎(Koch Records, 1990)
- Es Ist So Schön Ein Musikant Zu Sein ‎(Virgin, 1990)
- Polkafest In Oberkrain ‎(CD, Koch Records, 1997)
- Am Schönsten Ist's Zu Haus
- Mit Musik Und Guter Laune
- Auf Silbernen Spuren ‎(Royal Sound)
- Stelldichein In Oberkrain ‎(Telefunken)
- Daheim In Oberkrain ‎(Telefunken)
- Die 20 Besten ‎(kaseta)
- Ein Abend Mit Slavko Avsenik Und Seinen Original Oberkrainern ‎(Telefunken)
- Mit Polka Und Waltzer Durch Die Welt ‎(Telefunken)
- Im Schönen Oberkrain ‎(Telefunken, Deutscher Schallplattenclub)
- Die Oberkrainer Spielen Auf ‎(10", Telefunken)

## Skladbe
(naštete so samo najbolj znane, ker je vseh okoli 1000; napisal je samo glasbo)
- Aljažev stolp
- Bele lilije
- Breze v vetru
- Casanova
- Cvetlični valček
- Cvetoče tulpe
- Cvetoči lokvanj
- Čakala bom
- Čar Julijsswskih alp
- Če prideš nazaj
- Če te Gorenjc povabi
- Če te Gorenjc povabi in malo mešano
- Če vinček govori
- Če zunaj dežuje
- Čevapčiči in ražnjiči in dobra kaplica
- Čez korensko sedlo
- Čez Ljubelj
- Čujte me, čujte, mamca vi
- Dedek mraz prihaja
- Dedek pridi na ples
- Dilece se lomijo
- Dišeče rože
- Dobro jutro striček Janez
- Dolge so noči
- Domače veselje
- Dopust se bliža
- Drija drajsom polka
- Družinski praznik
- Drvarska polka
- Ej, takšni smo vsi
- En, dva in tri
- Enkrat ja, enkrat ne
- Enkrat levo, dvakrat desno
- Enkrat na leto praznujem
- Fant s kitaro
- Fantje, zdaj pa domov
- Fantovsko veselje
- Franc vseved
- Gasilec Franc
- Godrnanje in meketanje
- Gor pa dol
- Gozdarjeva povest
- Gozdovi v mesečini
- Gremo na Gorenjsko
- Gremo na ples
- Gremo na Pokljuko
- Ha, ha, Košir se še ne da
- Harmonika in orglice
- Hodil po gozdu sem
- Holadri holadra
- Hopla-hopla polka
- Hribovski valček
- Igral sem na orglice
- Ivanka
- Iz Bohinja
- Iz Hotemaž v Tupalče
- Iz naših krajev
- Izlet na deželo
- Izlet na Jamnik
- Izlet v Istro
- Jadraj z menoj
- Jadranje nad Gorenjsko
- Jaz pa pojdem k ljub'ci v vas
- Jaz sem pa en Franc Košir
- Je že 35 let
- Je že pač tako
- Jej, jej, k'mam težko glavo
- Jesenska polka
- Jubilejna koračnica
- Juhej, zavriskaj in zapoj
- Jurčki in lisičke
- Jutranja zarja
- Jutranjica na obzorju
- Jutro na deželi
- Južek in Marta
- Kadar bom vandral
- Kadar grem na Rodne
- Kadar na rajžo se podam
- Kadar pridem na planinco
- Kaj da rečem
- Kaj pa reče mamca moja
- Kako bi jo spoznal
- Kakor je tud' res
- Kam tako hitiš
- Kje je sreča
- Klemenčkova
- Klic domovine
- Klic z gora
- Kmalu spet nasvidenje
- Kmetič praznuje
- Ko bom k vojakom šel
- Ko boš tod mimo šel
- Ko lovec na štoru je spal
- Ko mesec sveti
- Ko se zjutraj prebudim
- Koledniška polka
- Komedijanti prihajajo
- Koračnica Julijskih alp
- Koroška polka
- Kraguljčki na saneh
- Krivci mojega klobuka
- Križi in težave
- Lahovška polka
- Le kdo ve
- Le vrni se
- Leo je zaljubljen
- Lep spomin ljubica
- Lepe ste ve Karavanke
- Lepo je biti muzikant
- Lepo je s teboj
- Lisička in Marička
- Ljubezen in hrepenenje
- Ljubici v slovo
- Ljubljanska noč
- Lov na polhe
- Lovci prihajajo
- Lovska koračnica
- Lovska trofeja
- Luštna kelnarca
- Lutka
- Majski valček
- Mavrica čez Gorenjsko
- Med rojaki v Ameriki
- Melodija za tebe
- Mi ne gremo na drugi planet
- Mini-polka
- Miss kaktus
- Moj Floki
- Moj hobi
- Moj očka ima konjička dva
- Moj rodni kraj, moj rodni dom
- Moja zlata Mišika
- Moje sanje
- Moji tašči
- Na avtocesti
- Na deželi
- Na festivalu
- Na Golici
- Na Golici, na pomoč
- Na Gorjušah
- Na Jezerskem
- Na Kranjskem sejmu
- Na Krki sem ribce lovil
- Na Krvavcu
- Na lovski veselici
- Na Martinovo
- Na Menini planini
- Na mostu
- Na oknu slonim
- Na planinski magistrali
- Na podeželju
- Na podstrešju
- Na Poljški planini
- Na promenadi
- Na Robleku
- Na sejmu
- Na smučarskem tečaju
- Na svidenje
- Na Šmarno goro
- Na tebe pa požvižgam se
- Na valovih Jadrana
- Na vrtu mojega očeta
- Na Zbiljskem jezeru
- Na zdravje vsem
- Na zdravje vsem
- Na Zelenici
- Nabrala bom šopek cvetja
- Najin tango
- Najina zvezda
- Najlepše je doma
- Najlepši cvet
- Narodna noša
- Naš pozdrav
- Naša žlahta
- Našim znancem
- Ne maraj za težave
- Ne pozabi me
- Ne sveti zvezda v noč svetleje
- Nedeljski izlet
- Nemirna mlada leta
- Nepozabni dnevi
- Neprespane noči
- Nežno šepetenje
- Ni važno od kod si doma
- Nikar domov
- Nobena ni lepša kot moja
- Nobena žavba ne pomaga več
- Noč diši po pravljici
- Novoletni koledar
- Novoletno voščilo: Zvezde na nebu žare
- O, moj dragi
- O, sveti Florjan
- Ob Dravi
- Ob jezeru
- Ob Ljubljanici
- Ob slapu
- Obisk na Koroškem
- Obisk v Lipici
- Od Ljubljane do Maribora
- Odmev s Triglava
- Oh ta žeja
- Ohcet na Borlu
- Okajeni godci
- Okoli novega leta
- Oleandrov cvet
- Opravljivke
- Otoček sredi jezera
- Otroške želje
- Pa se sliš
- Paradna polka
- Pastirček
- Pesem o divjem petelinu
- Pesem v spomin
- Pijem rad in dobro jem
- Pisani travniki
- Planica, Planica
- Planinski cvet
- Planinski valček
- Ples kurentov
- Po cvetličnih tratah
- Po cvetočih planinah
- Po klančku gor, po klančku dol
- Po trgatvi
- Počitnice na kmetih
- Pod cvetočimi kostanji
- Pod Dobrčo
- Pod lipco
- Pod ljubljanskim gradom
- Pod Špikom
- Pod Vitrancem
- Pod zvezdnatim nebom
- Pogled v dolino
- Pogled z Jalovca
- Pohorski valček
- Pojdi z menoj na planino
- Pokal - polka
- Poleti, pozimi
- Polka na Voglu
- Polka ostane polka
- Polka za harmoniko
- Polka za klarinet
- Polnočni zvonovi
- Pomladi je lepo
- Pomladni nasmeh
- Ponočnjaki
- Popolna zmeda
- Posedam rad pred hišico
- Poskočni klarineti
- Potepanje s harmoniko
- Povej mi, kje pomlad gostuje
- Pozdrav iz Kranjske Gore
- Pozdrav s Pohorja
- Pozdrav s trobento
- Pozdrav Selški dolini
- Pozno jeseni
- Praktično je le kolo
- Prav fletno se imamo
- Prava ljubezen
- Praznik Gorenjske
- Praznik na vasi
- Praznik pršuta in terana
- Prehitro mimo je mladost
- Prekmurska polka
- Prelep je svet
- Prelepa Gorenjska
- Prelepa zelena Begunjščica
- Prelepi gorenjski cvet
- Prelepi zimski čas
- Premišljevanje
- Pri Jožovcu
- Pri Matuču
- Pri nas doma
- Pri sankaški koči
- Pri sedmerih jezerih
- Pri Valvazorjevi koči
- Prijateljem harmonike
- Prijatelji, ostanimo prijatelji
- Proti jutru
- Prvi sončni žarek
- Pustni valček
- Pustovanje na Gorenjskem
- Radovedni astronavt Franc
- Rana ura, huda ura
- Resje že cvete
- Rezka
- Romanca za kitaro
- Rosno maldi smo mi junaki bili nekoč
- S čolnom po Ljubljanici
- S harmoniko v hribe
- S kitaro po svetu
- S kočijo v Bodešče
- S pesmijo našo
- S polko v novo leto
- S trobento v svet
- Samo enkrat imaš 50 let
- Samo enkrat se živi
- Samo še en vrček
- Sanjam o domovini
- Sem deklica za vse
- Sem ter tja
- Shujševalna kura
- Shujševalna kura, nevaren pivski napotek
- Silvestrski večer, mali zidarski napotek
- Sinje morje, bela jadra
- Skozi Tuhinjsko dolino
- Slalom polka
- Slovenija, odkod lepote tvoje
- Slovenski pozdravi
- Spomin
- Srebrne smučine
- Stara polka
- Tudi ti nekoč boš mamica postala
- Veter nosi pesem mojo
- Za konec tedna
- Zinka, Zefka, Zofka

## Odlikovanja
- 1983 Srebrno zvezdo SR Slovenije, za zasluge.
- 1990 Platinasto Hermann-Löns-medalijo, za njegove dosežke v narodno zabavni glasbi.
- 1999 Bronasti Častni znak svobode Republike Slovenije
- 2010 Zlato Častno priznanje pokrajine Štajerske[5]